# Jugendliteratur im nationalsozialistischen Deutschen Reich
Die Jugendliteratur in Deutschland von 1933 bis 1945 stand unter dem Einfluss nationalsozialistischer Propaganda. Sie wurde entweder direkt durch NS-Organisationen herausgegeben oder hatte sich ihrem Weltbild unterzuordnen.

## Jugenderziehung unter den Nationalsozialisten
Im nationalsozialistischen Deutschen Reich sollten Hitlerjugend und BDM die „weltanschauliche Ausrichtung“ der Jugend garantieren. Zur Unterstützung wurden viele nationalsozialistische Jugendmedien gegründet und die meisten Jugendverlage im Sinne der HJ gleichgeschaltet. Alle anderen gingen noch rasch Verbindungen mit der Partei ein (z. B. Voggenreiter-Verlag) oder wurden zerstört. In den ersten Jahren nach 1933 konnten nur die katholische und evangelische Jugendbewegung ein eigenes Schrifttum aufrechterhalten.
Das Amt für Presse und Propaganda kontrollierte die Jugendpresse streng und schritt bei „inhaltlichen Abweichungen“ ein. Die wichtigste Zeitung der Reichsjugendführung war Die HJ – Kampfblatt der Hitler-Jugend. Darin definierte Karl Lapper 1938 das Ziel der NS-Jugendpropaganda in der „dauernden propagandistischen Mobilmachung der HJ“. Neben Zeitungen wurde auch der Film in den Dienst der HJ gestellt.

## Überregionale Jugend-Zeitschriften

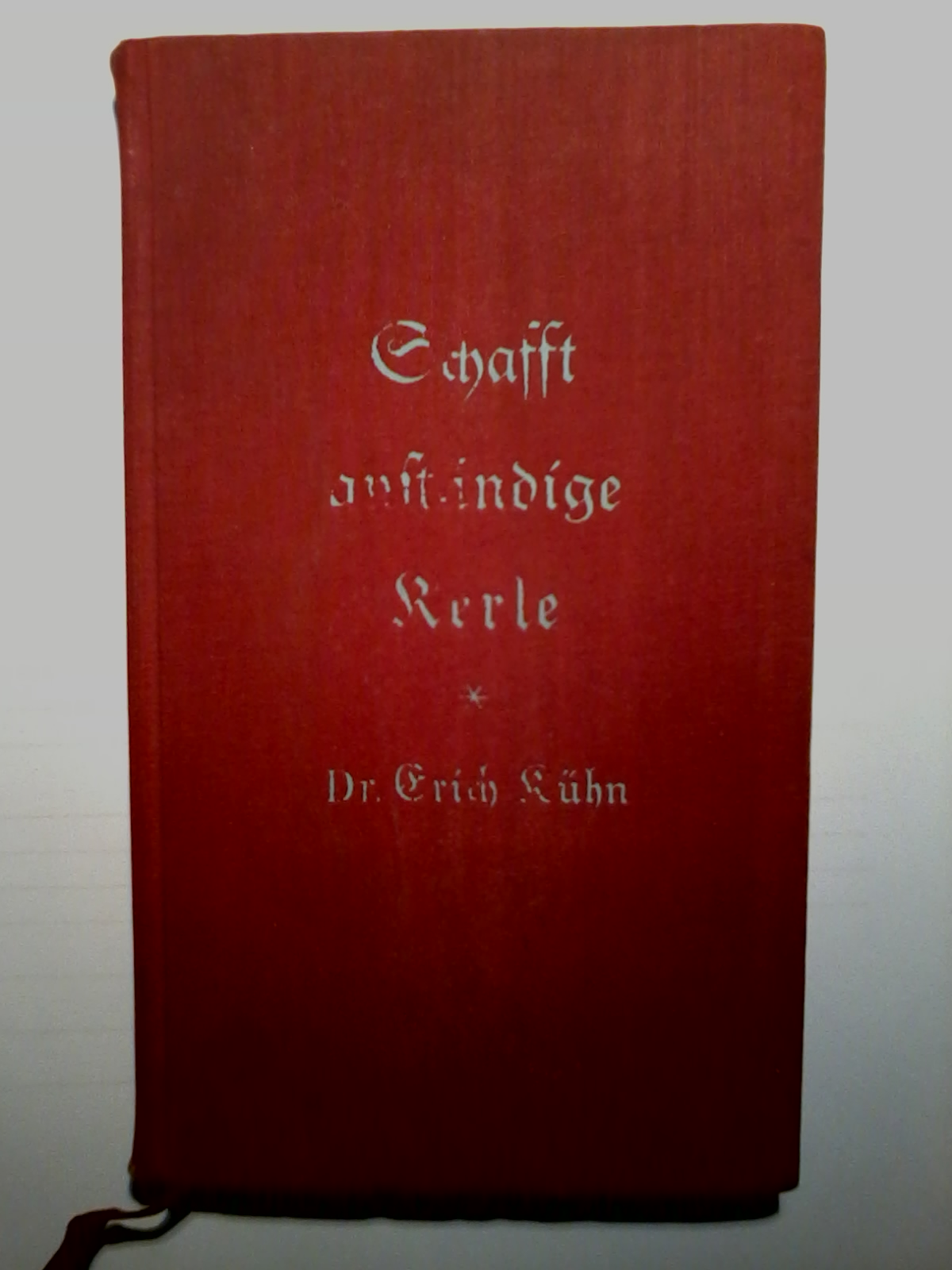
Jugendtaschenbuch Schafft anständige Kerle! (1938) von Erich Kühn

Zur Jugendliteratur in der nationalsozialistischen Jugendpropaganda zählten neben regionalen Publikationen mindestens 57 überregionale Zeitschriften wie
- Der Pimpf, Zeitschrift des Jungvolks
- Die HJ – das Kampfblatt der Hitler-Jugend; später umbenannt in
- Junge Welt – die Reichszeitschrift der Hitler-Jugend.
- Das deutsche Mädel – Illustrierte des BDM
- Wille und Macht, "Führerorgan der nationalsozialistischen Jugend"
- Das junge Deutschland, sozialpolitische Zeitschrift
- Jugend und Heimat – Zeitschrift der Jugendherbergen
- Die junge Dorfgemeinschaft, Landjugend-Zeitschrift
- Sport der Jugend
- Jugend am Pflug
- Der Segelflieger – Illustrierte für junge Segelflieger
- Die Fanfare
- Der Weckruf
- Morgen
- Die Spielgemeinde
- Die Quelle

sowie propagandistische Bücher, Liedgut, Theaterwerke und Filme wie Quax, der Bruchpilot.